# Championnats d'Europe de cyclisme sur piste juniors et espoirs 2019
Navigation
Championnats d'Europe 2018 Championnats d'Europe 2020

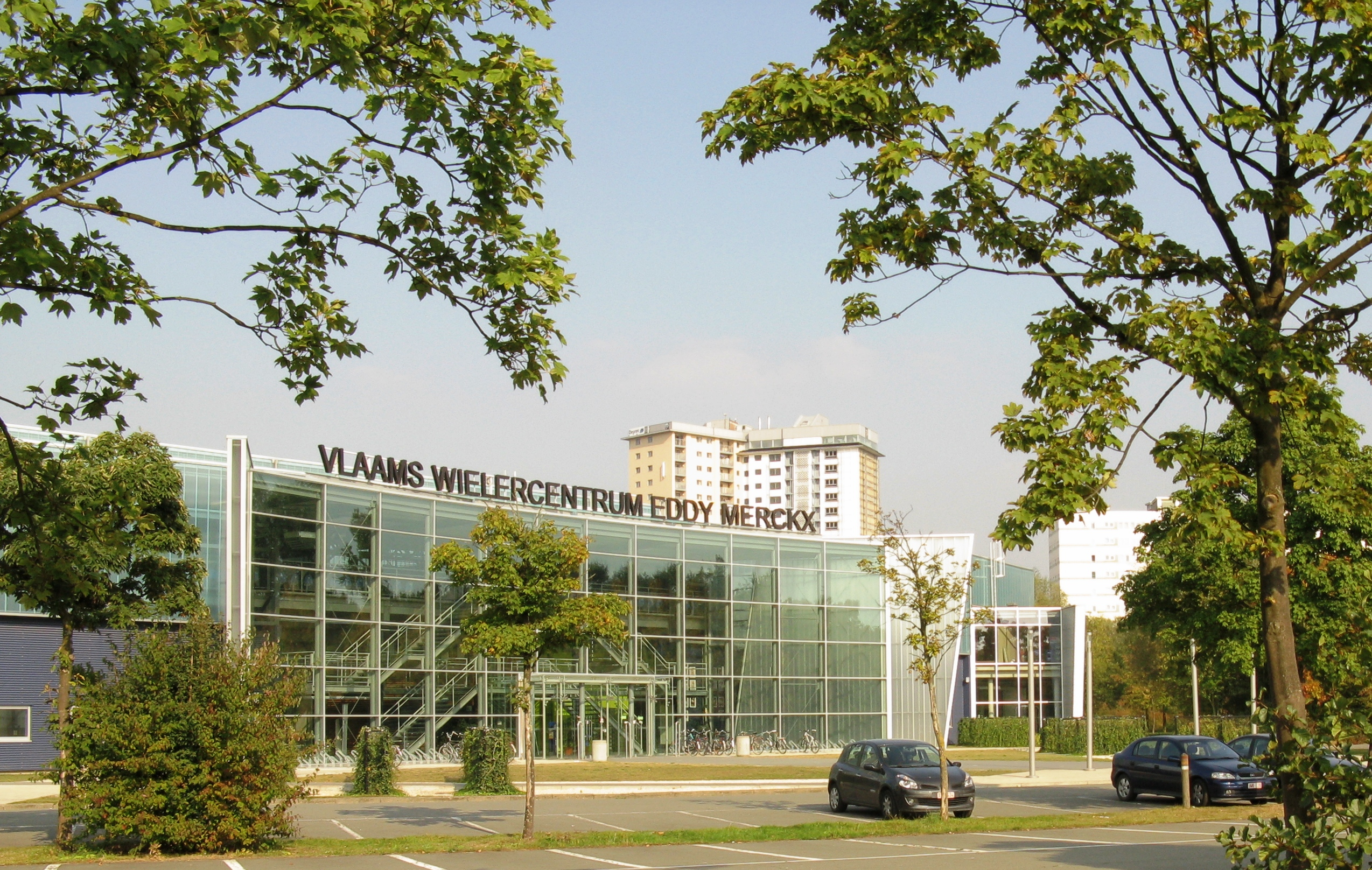
Le Vlaams Wielercentrum Eddy Merckx à Gand

Les Championnats d'Europe de cyclisme sur piste juniors et espoirs 2019 ont lieu du 9 au 14 juillet 2019 au Vlaams Wielercentrum Eddy Merckx de Gand, en Belgique. 
Plus de 400 coureurs de 25 pays sont inscrits au championnat. Au total, 44 titres sont décernés.

## Résultats

### Juniors
| Épreuves               | Or                                                                                          | Argent                                                                                | Bronze                                                                                           |
| ---------------------- | ------------------------------------------------------------------------------------------- | ------------------------------------------------------------------------------------- | ------------------------------------------------------------------------------------------------ |
| Épreuves masculines    |                                                                                             |                                                                                       |                                                                                                  |
| Kilomètre              | Konstantínos Livanós                                                                        | Daan Kool                                                                             | Matteo Bianchi                                                                                   |
| Keirin                 | Julien Jäger                                                                                | Ivan Gladyshev                                                                        | Daan Kool                                                                                        |
| Vitesse individuelle   | Konstantínos Livanós                                                                        | Julien Jäger                                                                          | Daan Kool                                                                                        |
| Vitesse par équipes    | Allemagne Domenic Kruse Laurin Drescher Julien Jager                                        | Pologne Konrad Burawski Szymon Welens Mateusz Sztrauch                                | Pays-Bas Tijmen van Loon Daan Kool Gino Knies                                                    |
| Poursuite individuelle | Nicolas Heinrich                                                                            | Tobias Buck-Gramcko                                                                   | Leo Hayter                                                                                       |
| Poursuite par équipes  | Grande-Bretagne Max Rushby Alfie George Samuel Watson Leo Hayter Oscar Nilsson-Julien       | Russie Egor Igoshev Ivan Novolodskii Evgenii Poludenko Ilia Schegolkov Vlas Shichkin  | Allemagne Hannes Wilksch Tobias Buck-Gramcko Nicolas Heinrich Pierre-Pascal Keup Moritz Kretschy |
| Course aux points      | Vlas Shichkin                                                                               | Enzo Leijnse                                                                          | Hannes Wilksch                                                                                   |
| Américaine             | Russie Ilia Schegolkov Vlas Shichkin                                                        | Pays-Bas Enzo Leijnse Casper van Uden                                                 | Allemagne Luca Dressler Tim Torn Teutenberg                                                      |
| Scratch                | Denis Denisov                                                                               | Tim Wafler                                                                            | Raúl García Pierna                                                                               |
| Omnium                 | Casper van Uden                                                                             | Szymon Potasznik                                                                      | Javier Serrano                                                                                   |
| Élimination            | Tim Torn Teutenberg                                                                         | Panagiotis Karatsivis                                                                 | Lubos Kominek                                                                                    |
| Épreuves féminines     |                                                                                             |                                                                                       |                                                                                                  |
| 500 mètres             | Emma Finucane                                                                               | Alessa-Catriona Pröpster                                                              | Taky Marie-Divine Kouamé                                                                         |
| Keirin                 | Alessa-Catriona Pröpster                                                                    | Nikola Seremak                                                                        | Taky Marie-Divine Kouamé                                                                         |
| Vitesse individuelle   | Alessa-Catriona Pröpster                                                                    | Emma Finucane                                                                         | Taky Marie-Divine Kouamé                                                                         |
| Vitesse par équipes    | Pologne Nikola Seremak Nikola Wielowska                                                     | Grande-Bretagne Emma Finucane Charlotte Robinson                                      | Allemagne Christina Sperlich Alessa-Catriona Pröpster                                            |
| Poursuite individuelle | Elynor Bäckstedt                                                                            | Lara Gillespie                                                                        | Camilla Alessio                                                                                  |
| Poursuite par équipes  | Italie Eleonora Gasparrini Camilla Alessio Giorgia Catarzi Sofia Collinelli Matilde Vitillo | Grande-Bretagne Elynor Backstedt Sophie Lewis Ella Barnwell Eluned King Amelia Sharpe | Allemagne Finja Smekal Hanna Dopjans Paula Leonhardt Friederike Stern Hannah Buch                |
| Course aux points      | Matilde Vitillo                                                                             | Lara Gillespie                                                                        | Maike van der Duin                                                                               |
| Américaine             | Grande-Bretagne Elynor Bäckstedt Sophie Lewis                                               | Pays-Bas Daniek Hengeveld Maike van der Duin                                          | Italie Eleonora Gasparrini Sofia Collinelli                                                      |
| Scratch                | Nikola Wielowska                                                                            | Lara Gillespie                                                                        | Maike van der Duin                                                                               |
| Omnium                 | Eleonora Gasparrini                                                                         | Ella Barnwell                                                                         | Mariia Miliaeva                                                                                  |
| Élimination            | Daniek Hengeveld                                                                            | Amelia Sharpe                                                                         | Taisa Churenkova                                                                                 |

### Espoirs
| Épreuves               | Or                                                                       | Argent                                                                  | Bronze                                                                           |
| ---------------------- | ------------------------------------------------------------------------ | ----------------------------------------------------------------------- | -------------------------------------------------------------------------------- |
| Épreuves masculines    |                                                                          |                                                                         |                                                                                  |
| Kilomètre              | Anton Höhne                                                              | Melvin Landerneau                                                       | Jiří Janošek                                                                     |
| Keirin                 | Sébastien Vigier                                                         | Harrie Lavreysen                                                        | Rayan Helal                                                                      |
| Vitesse individuelle   | Harrie Lavreysen                                                         | Sébastien Vigier                                                        | Rayan Helal                                                                      |
| Vitesse par équipes    | Pays-Bas Koen van der Wijst Harrie Lavreysen Sam Ligtlee                 | France Melvin Landerneau Sébastien Vigier Rayan Helal                   | Russie Daniil Komkov Alexey Nosov Pavel Rostov                                   |
| Poursuite individuelle | Felix Groß                                                               | Ivan Smirnov                                                            | Lev Gonov                                                                        |
| Poursuite par équipes  | Russie Ivan Smirnov Dmitry Mukhomediarov Lev Gonov Gleb Syritsa          | Belgique Fabio Van den Bossche Robbe Ghys Gerben Thijssen Sasha Weemaes | Suisse Robin Froidevaux Valère Thiébaud Mauro Schmid Alex Vogel                  |
| Course aux points      | Richard Banusch                                                          | Valère Thiébaud                                                         | Savva Novikov                                                                    |
| Américaine             | Grande-Bretagne Matthew Walls Fred Wright                                | France Donavan Grondin Thomas Denis                                     | Suisse Robin Froidevaux Mauro Schmid                                             |
| Scratch                | Moritz Malcharek                                                         | Daniel Babor                                                            | Aurélien Costeplane                                                              |
| Omnium                 | Matthew Walls                                                            | Donavan Grondin                                                         | Moritz Malcharek                                                                 |
| Élimination            | Jules Hesters                                                            | Miguel Do Rego                                                          | Vladyslav Shcherban                                                              |
| Épreuves féminines     |                                                                          |                                                                         |                                                                                  |
| 500 mètres             | Lea Sophie Friedrich                                                     | Miriam Vece                                                             | Mathilde Gros                                                                    |
| Keirin                 | Lea Sophie Friedrich                                                     | Steffie van der Peet                                                    | Hetty van de Wouw                                                                |
| Vitesse individuelle   | Mathilde Gros                                                            | Lea Sophie Friedrich                                                    | Miriam Vece                                                                      |
| Vitesse par équipes    | Pologne Marlena Karwacka Nikola Sibiak                                   | Pays-Bas Hetty van de Wouw Steffie van der Peet                         | Royaume-Uni Millicent Tanner Blaine Ridge-Davis                                  |
| Poursuite individuelle | Franziska Brauße                                                         | Vittoria Guazzini                                                       | Maria Novolodskaya                                                               |
| Poursuite par équipes  | Italie Letizia Paternoster Marta Cavalli Elisa Balsamo Vittoria Guazzini | France Clara Copponi Valentine Fortin Marion Borras Marie Le Net        | Allemagne Franziska Brauße Michaela Ebert Lena Charlotte Reißner Laura Süßemilch |
| Course aux points      | Natalia Studenikina                                                      | Wiktoria Pikulik                                                        | Shari Bossuyt                                                                    |
| Américaine             | Italie Elisa Balsamo Letizia Paternoster                                 | Pologne Daria Pikulik Wiktoria Pikulik                                  | Russie Maria Novolodskaya Mariia Miliaeva                                        |
| Scratch                | Daria Malkova                                                            | Oksana Kliachina                                                        | Daria Pikulik                                                                    |
| Omnium                 | Jessica Roberts                                                          | Clara Copponi                                                           | Daria Pikulik                                                                    |
| Élimination            | Letizia Paternoster                                                      | Maria Martins                                                           | Shari Bossuyt                                                                    |

## Tableau des médailles
| Rang  | Nation          | Or | Argent | Bronze | Total |
| ----- | --------------- | -- | ------ | ------ | ----- |
| 1     | Allemagne       | 13 | 4      | 7      | 24    |
| 2     | Grande-Bretagne | 7  | 5      | 2      | 14    |
| 3     | Russie          | 6  | 3      | 7      | 16    |
| 4     | Italie          | 6  | 2      | 4      | 12    |
| 5     | Pays-Bas        | 4  | 7      | 6      | 17    |
| 6     | Pologne         | 3  | 5      | 2      | 10    |
| 7     | France          | 2  | 7      | 7      | 16    |
| 8     | Grèce           | 2  | 1      | 0      | 3     |
| 9     | Belgique        | 1  | 1      | 2      | 4     |
| 10    | Irlande         | 0  | 3      | 0      | 3     |
| 11    | Portugal        | 0  | 2      | 0      | 2     |
| 12    | Tchéquie        | 0  | 1      | 2      | 3     |
| 12    | Suisse          | 0  | 1      | 2      | 3     |
| 14    | Ukraine         | 0  | 1      | 1      | 2     |
| 15    | Autriche        | 0  | 1      | 0      | 1     |
| 16    | Espagne         | 0  | 0      | 2      | 2     |
| Total | Total           | 44 | 44     | 44     | 132   |